# أشتافاكرا
أشتافاكر (بالسنسكريتية: अष्टावक्रः)‏، (بالإنجليزية: Ashtavakra)‏، واسمه يعني حرفيًا «الثمانية تشوُّهات أو إعاقات»، هو حكيم مُوقر في الهندوسية ومن كبار الحكماء الفيديين. كان جده لأمه هو الحكيم الفيدي آروني، وكان والديه من تلاميذ آروني في مدرسته الفيدية. درس أشتافاكرا، وبلغ مقام الحكمة، ليصبح أحد الشخصيات الشهيرة في ملحمات الإيتهاسا الهندوسية وكتب البورانا.
أشتافاكرا هو مؤلف نص «أشتافاكرا جيتا»، المعروف أيضًا باسم «أشتافاكرا سمهيتا»، في التقاليد الهندوسية. يُعدُّ هذا النص مؤلفًا فلسفيًا يناقش مفاهيم البراهمان والأتمان، حيث يُقدِّم تأملات عميقة حول طبيعة الذات والكون.

## التاريخ
تاريخ حياة أشتافاكرا وتحديد القرن الذي عاش فيه لا يزال غامضًا، ولا يوجد سوى قليل من المعلومات حوله، باستثناء الروايات التي وردت في الملحمات الهندية الكبرى مثل رامايانا وماهابهاراتا والكتب البورانية. وفقًا للأساطير، كان الحكيم آروني، الذي تم ذكره في تشاندوغا أوبانيشاد، يدير مدرسة (آشراما) لتعليم الفيدات. وكان كاهودا أحد تلاميذه، إلى جانب ابنة آروني، سوجاتا. تزوجت سوجاتا من كاهودا، وأثناء حملها، كان الجنين في رحمها يستمع إلى تلاوة الفيدات ويتعلم الطريقة الصحيحة للتلاوة.
وفقًا لإحدى نسخ الأساطير المحيطة بأشتافاكرا، كان والده ذات مرة يقرأ الفيدات، لكنه أخطأ في النطق الصحيح للتلاوة. فتكلم الجنين من بطن أمه ليُخبر والده عن محدودية معرفته بما ورد في الكتب الفيدية، موضحًا له أن هناك الكثير من المعرفة التي تتجاوز هذه الكتب. فغضب الأب من هذا الكلام وألقى عليه لعنة أن يولد مصابًا بثمانية تشوهات، ومن هنا جاء اسم "أشتافاكرا" الذي يعني «ثمانية تشوهات أو إعاقات».
كان والد أشتافاكرا، كاهودا، قد ذهب يومًا لطلب الثروة من جاناكا، ملك فيده القديم، لأن عائلته كانت فقيرة. ولكن هناك، هُزم في مناظرات علمية أمام فاندين، مما أدى إلى غرقه في الماء. وعندما سمعت سوجاتا، زوجة كاهودا، بخبر غرق زوجها، احتفظت بهذا السر عن طفلها. وعندما كبر أشتافاكرا، اكتشف كل شيء عن لعنة والده وعن مصير عائلته. عندها طلب من والدته أن تذهب معه لتشهد التضحية العظيمة التي كان يحييها الملك جاناكا. فَمُنِعَ من دخول مكان التضحية، حيث كان يُسمح فقط لبراهمانات المتعلمين والملوك بالدخول، وكان أشتافاكرا في سن العاشرة فقط. لكن بفضل براعته في الحديث، أدهش الملك بما كان يمتلكه من معرفة عميقة، فسمح له بالدخول. في ذلك المكان، تحدى أشتافاكرا فاندين في مناظرة علمية. وبعد نقاش حاد، هزم أشتافاكرا فاندين بكلماته ومعرفته. ثم طلب من الملك أن يلقى فاندين نفس مصير البراهمة الذين كان يُلقي بهم في الماء. عندها كشف فاندين عن هويته كابن لفيرون، وأوضح أن سبب إغراقه لهؤلاء البراهمة كان طقسًا دينيًا كان والده يؤديه لمدة اثني عشر عامًا، وكان بحاجة إلى عدد كبير من البراهمة للمشاركة في الطقس. وبما أن الطقس قد انتهى، تحرر جميع البراهمة الذين أغرقهم، بما فيهم والد أشتافاكرا، كاهودا. أعجب كاهودا بابنه أشتافاكرا إعجابًا كبيرًا، وأثناء عودتهما إلى المنزل، طلب من أشتافاكرا أن يغتسل في نهر سامانغا. وعندما خرج أشتافاكرا من النهر، تبين أن جميع تشوهاته قد زالت تمامًا.

## النصوص المنسوبة لأشتافاكرا

### شذرات من تعاليمه
يُنسب إلى أشتافاكرا تأليف أشتافاكرا جيتا (Ashtavakra Gītā)، التي تعني «نشيد أشتافاكرا». يُعرف النص أيضًا باسم أشتافاكرا سمهيتا. يتناول أشتافاكرا جيتا الطبيعة الميتافيزيقية للوجود ومعنى الحرية الفردية، ويعرض أطروحته التي تنص على أنه لا يوجد سوى واقع أسمى واحد (براهمان)، وأن الكون بأسره هو تجلي لهذه الحقيقة، وأن كل شيء مترابط، وكل ذات (آتمن، النفس المُجَرِّبَة soul) هي جزء من هذا الواحد. كما يبين أن الحرية الفردية ليست نقطة النهاية، بل هي شيء مُعطى، نقطة انطلاق فطرية.
إن أردتَ أن تحيا حرًّا طليقًا،
فاعلمْ أنك الذاتُ عينُها،
الشاهدُ على كلّ ما هُنا،
نَبضُ الوعي الخالص.
تَخَلَّ عن قيدِ الجسدِ.
واستقرَّ في رحابِ وعيِك.
ستنعمُ بالسعادةِ في التوِّ واللحظة،
في سكونٍ أبديّ، وحريةٍ سرمدية.
(...)
أنتَ في كلِّ مكانٍ،
مُتحرّرٌ على الدوام.
إن ظننتَ أنك حرٌّ، فأنتَ حرٌّ حقًّا.
وإن اعتقدتَ أنك مُقيّدٌ، فأنتَ أسيرُ هذا الاعتقاد.
تأمّلْ في الذاتِ.
الواحدِ الأحدِ،
الوعيِ المُتسامي المتعالي.

1.4–14 من أشتافاكرا جيتا.
وفقًا للباحثة الأمريكية جيسيكا ويلسون، فإن الشعرية السنسكريتية في أشتافاكرا جيتا لا تعتمد على المنطق الاستنباطي النقدي، بل تتسم بثراء في الافتراضات الفلسفية، والفعالية الروحية، وسردها الرنان. ويرجع ذلك إلى «عدم التحديد النصي بين ميول الجمهور والموضوع المتمحور حول عدم الفردانية في النص. هذا التوتر... يؤدي إلى بناء اتساق من قبل الجمهور، مما يُمكّن من تجاوز هذين المنظورين (القارئ والنص)»، بعبارة أخرى، إنَّ أشتافاكرا جيتا ليست مجرد نص فلسفي بل تجربة روحية متكاملة، حيث يُستدعَى القارئ ليصبح جزءًا من عملية التأمل والتجاوز، مما يدمج وجهة نظره الخاصة مع الموضوع الأسمى للنص. وهكذا، يتحول النص إلى وسيلة للاتحاد بين الذات الفردية والوعي الكوني.
وفقًا لراداكامال موكيرجي، فإن أشتافاكرا جيتا كُتبت على الأرجح بعد بهاغافاد جيتا ولكن قبل بداية العصر الميلادي. وقد نُسبت إلى الحكيم أشتافاكرا تعبيرًا عن التقدير لأفكاره وتعاليمه.

## في الأدب السنسكريتي

### رامايانا
يُشار إلى أشتافاكرا في الآية 6.119.17 من يوذها كاندا في رامايانا التي ألفها فالميكي. عندما جاء داشاراثا لرؤية راما من السماء بعد انتهاء حرب رامايانا، قال لراما:
يا بُني! لقد تم إنقاذي (أو فدائي) بواسطتك، أنت الابن المستحق والكائن العظيم؛ كما أُنقِذَ البراهماني الفاضل كاهودا على يد ابنه أشتافاكرا. الآية 6.119.17 من يوذها كاندا، رامايانا.
في آرانيا كاندا من أدهياتما رامايانا، يروي الشيطان كاباندها قصته لراما ولاكشمانا، حيث يذكر أنه كان سابقًا غاندارفًا (مخلوقًا سماويًا) تعرّض للعن من قبل أشتافاكرا ليصبح شيطانًا، وذلك عندما ضحك على شكله (شكل أشتافاكرا). بعد أن انحنى الغاندارف أمام أشتافاكرا طالبًا الغفران، قال له أشتافاكرا إنه سيتحرر من اللعنة على يد راما في عصر تريتا يوغا.

### المهابهارتا
في فانا بارفا من المهابهارتا، تروى أسطورة أشتافاكرا بتفصيل أكبر. بعد خسارة الأمراء الباندافا الخمسة ودروبادي في لعبة النرد ضد الكاورافا، يُنفون لمدة اثني عشر عامًا. وخلال رحلتهم أثناء النفي، يلتقون بالحكيم لوماشا، الذي يروي لهم أسطورة أشتافاكرا على مدار ثلاثة فصول من فانا بارفا. في هذه الرواية، تتجلى حكمة أشتافاكرا في العديد من جوانب الوجود الإنساني، حيث يعرض أفكاره حول قضايا جوهرية للحياة. على سبيل المثال:
ليسَ الشيبُ وحدهُ يصنعُ شيخًا (أو حكيمًا)،
لا السنونُ ولا خصلاتُ الشيبِ، ولا المالُ ولا القرابةُ هي ما سُنّتْ به الشرائعُ (أو القوانينُ أو الحكمةُ) عند العارفين (أو الحكماء أو الرائين)،
إنّما عظيمُنا هو مَن حَوَى علمًا (أو معرفةً أو حكمةً).

فانا بارفا، مهابهارتا الكتاب الثالث.

### البورانات

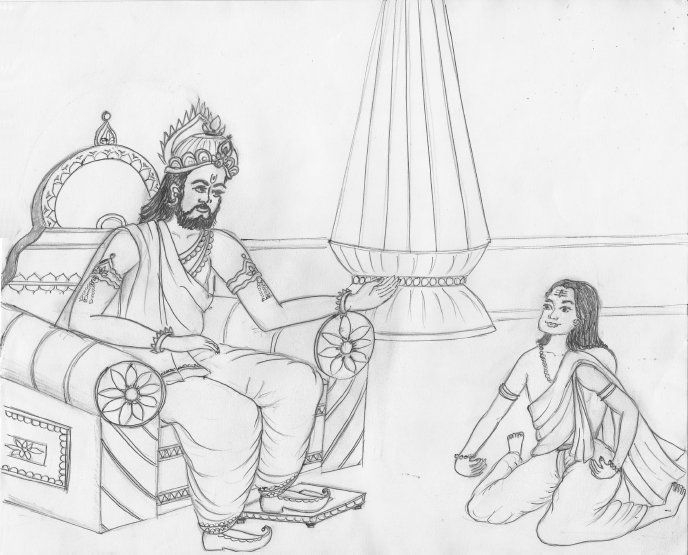
الملك جاناكا والحكيم الشاب أشتافاكرا.

قام أشتافاكرا وشفيتاكيتو بالتوجه إلى قصر جاناكا. وعند بوابة القصر، واجه أشتافاكرا حارس البوابة الذي حاول منعه من الدخول بسبب صغر سنه. ومع ذلك، استطاع أشتافاكرا إقناع الحارس بأنه على دراية عميقة بالنصوص المقدسة، مما يجعله "كبيرًا" في المعرفة وليس بالعمر، فسمح له بالدخول. وفي القصر، اختبر الملك جاناكا أشتافاكرا بأسئلة غامضة وصعبة، لكن أشتافاكرا أجاب عليها بسهولة، مما دفع جاناكا للسماح له بمواجهة فاندين في مناظرة. بدأت المناظرة بين فاندين وأشتافاكرا، حيث قاما بتأليف أبيات مرتجلة بشكل متبادل عن الأرقام من واحد إلى اثني عشر. عندما وصل الدور إلى الرقم ثلاثة عشر، تمكن فاندين فقط من تأليف الشطر الأول من البيت. عندها أكمل أشتافاكرا البيت بتأليف الشطر الثاني، ليفوز بالمناظرة على فاندين.

## في الفنون
المسرح السنسكريتي: يُعد أشتافاكرا إحدى الشخصيات في الفصل الأول من المسرحية السنسكريتية أوتارا-راما-تشارتام، التي ألفها بهافابوتي في القرن الثامن الميلادي.
القصص المصورة: يحمل المجلد 571 من سلسلة أمار شيترا كاثا، التي نُشرت لأول مرة في عام 1976، عنوان دروفا وأشتافاكرا. يُخصص النصف الثاني من هذا المجلد لسرد قصة أشتافاكرا.
مسرح الدمى: تم تقديم مسرحية دمى عن أشتافاكرا من قِبل فرقة الفنانين دهاتو في مسرح رانغا شانكارا في بنغالور عام 2010.
الشعبية الروحية: اكتسبت أشتافاكرا جيتا شهرة واسعة بعد أن قدم الزعيم الروحي الهندي سري سري رافي شانكار تفسيرًا وتعليقًا عليها في بنغالور عام 1991، مما ساهم في إحياء النص ونشره بين جمهور أوسع.
يعكس هذا التنوع في أشكال التعبير الفني والروحي تأثير أشتافاكرا العميق والمستمر في الثقافة والفكر، سواء من خلال النصوص الفلسفية أو الفنون الأدائية.

## طالع أيضًا
- أغاستيا: أحد الحكماء الهندوس.